# Північнокаталанський діалект

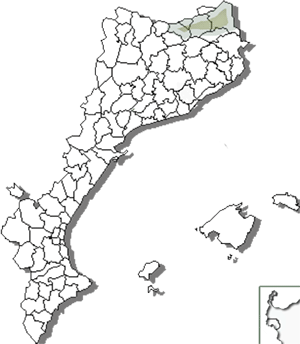
Північнокаталанський (русільйонський) діалект каталанської мови на мапі каталанських країн

Північнокатала́нський діале́кт катала́нської мо́ви або русільйо́нський діале́кт катала́нської мо́ви (кат. català septentrional або rossellonès, фр. roussillonnais) – діалект Північної Каталонії та прилеглих районів Південної Каталонії, який входить до групи східних діалектів каталанської мови. 
Найголовнішими відмінностями північнокаталанського діалекту від літературної мови є:
- у лексиці вживання численних галліцизмів та запозичень з окситанської мови (у меншій мірі запозичень з іспанської);
- зміна дієслівних форм під впливом французької мови, власні регіональні дієслівні форми: замість soc — sóm, читається [sun] — «я є»;
- у фонетиці перехід закритої голосної [o] в [u]: Canigó вимовляється як [kəni'γu] — «гора Канігу»;
- наголос у словах, які закінчуються на голосний, на передостанньому складі без винятку: epoca замість època, musica замість música.
- вимова усіх прикметників, що закінчуються на -il або -ic, з закінченнями -il•le та -ique: fàcil → facil•le — «простий»;
- зникнення -l- перед -t-: escutar замість escoltar — «слухати», mutú замість moltó;
- перехід закінчення -ia в -i: història → histori — «історія», gràcies → gràci — «дякую».
- перехід закінчень -eix та -aix в -ei та -ai: peix → pei — «риба», calaix → calai — «шухляда».

## Лексичні регіоналізми
Нижче подано найвживаніші північнокаталонські слова, які відрізняються від літературної мови.
Галліцизми
- cahier / quadern — зошит,
- cartable / cartera,
- craiun / llapis — олівець,
- votura / automòbil або cotxe (що є запозиченням з іспанської) — машина,
- jornal (interncaional) / diari (castellanisme) — журнал, періодичне видання,
- socissa-sausissa / salsitxa; botifarra — ковбаска, сосиска,
- trotuart / voravia — тротуар,
- presque, quasibé / gairebé — майже,
- a puprés-a poc pres - aquí-aquí / més o menys — більш-менш,
- afrosament / espantosament,
- agaçant / empipador,
- assieta / plat — тарілка,
- xarmant / encantador — чарівливий,
- vitessa / velocitat — швидкість,
- usina / fàbrica — завод,
- tupet / barra,
- survetllar / vigilar (castellanisme) — наглядати,
- servieta / tovalló — рушник,
- meme-hasta / fins i tot — навіть,
- se fatxar / renyir, emprenyar-se,
- domatge-daumatge / pena, або llàstima (що є запозиченням з іспанської) — шкода,
- contravenció-verbal / multa — порушення закону.

Запозичення з окситанської мови (лангедокського діалекту)
- let/leda / lleig/lletja,
- ruta / carretera (castellanisme) — дорога,
- veire-got / got — кіт,
- belleu-potsefer / potser — можливо,
- jaupar / lladrar — гавкати,
- estonant / estrany — незнайомець, іноземець,
- ribera / riu — річка.

Запозичення з іспанської мови
- hasta / fins — до,
- apoio,
- gasto / despesa — витрата,
- desditxa / infelicitat — нещастя,
- ciego / cec/cego — сліпий.

Дієслово eixir o sàller-sallir «виходити» (у літературній мові sortir) вживається як у північнокаталанському діалекті, так і в валенсійських діалектах.